# Cut and cover

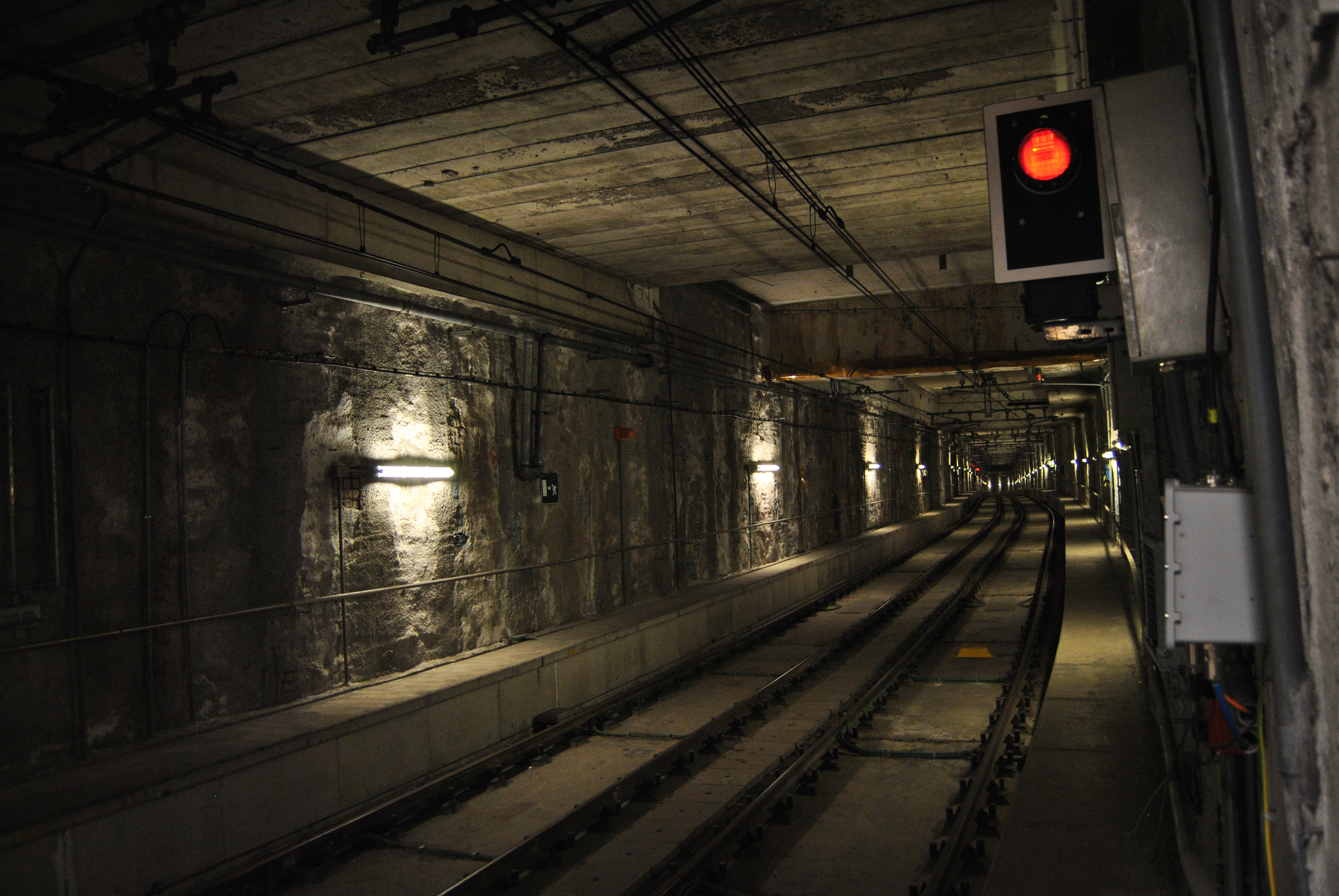
Esempio di recente tunnel realizzato mediante cut&cover a diaframmi

Il metodo cut-and-cover, o taglia-e-copri o a cielo aperto o (in Italia) metodo Milano è un metodo di costruzione per tunnel poco profondi in cui viene scavata una trincea (o direttamente le pareti) poi coperta con strutture orizzontali in grado di sostenere il carico di ciò che deve essere posto sopra il tunnel.
Esistono due tecniche fondamentali di scavo con questo metodo:
- dal basso verso l'alto: viene scavata una trincea e al suo interno viene costruito il tunnel a partire dalle fondazioni. Il tunnel può essere realizzato in calcestruzzo gettato in opera, calcestruzzo prefabbricato, archi prefabbricati o archi in acciaio ondulato; in origine si utilizzavano i mattoni. La trincea viene poi riempita e la superficie ripristinata.
- dall'alto verso il basso: i muri di sostegno laterali vengono costruiti dal livello del suolo mediante metodi quali diaframmi in calcestruzzo o la palificazione continua, realizzando pareti annegate nel terreno circostante. Per costruire il tetto del tunnel è poi necessario solo uno scavo superficiale, appoggiando sulla sommità delle pareti interrate precedentemente realizzate le travi prefabbricate o un solaio in calcestruzzo gettato in opera. La superficie viene quindi ripristinata, ad eccezione delle aperture di accesso. Ciò consente il ripristino tempestivo delle carreggiate, dei servizi e di altre caratteristiche della superficie. Successivamente si procede allo scavo sotto il tetto del tunnel e fra le pareti realizzate inizialmente, ed infine si realizza la soletta di base che fa da pavimento al tunnel. Il risultato è molto spesso un tunnel a sezione quadrangolare.

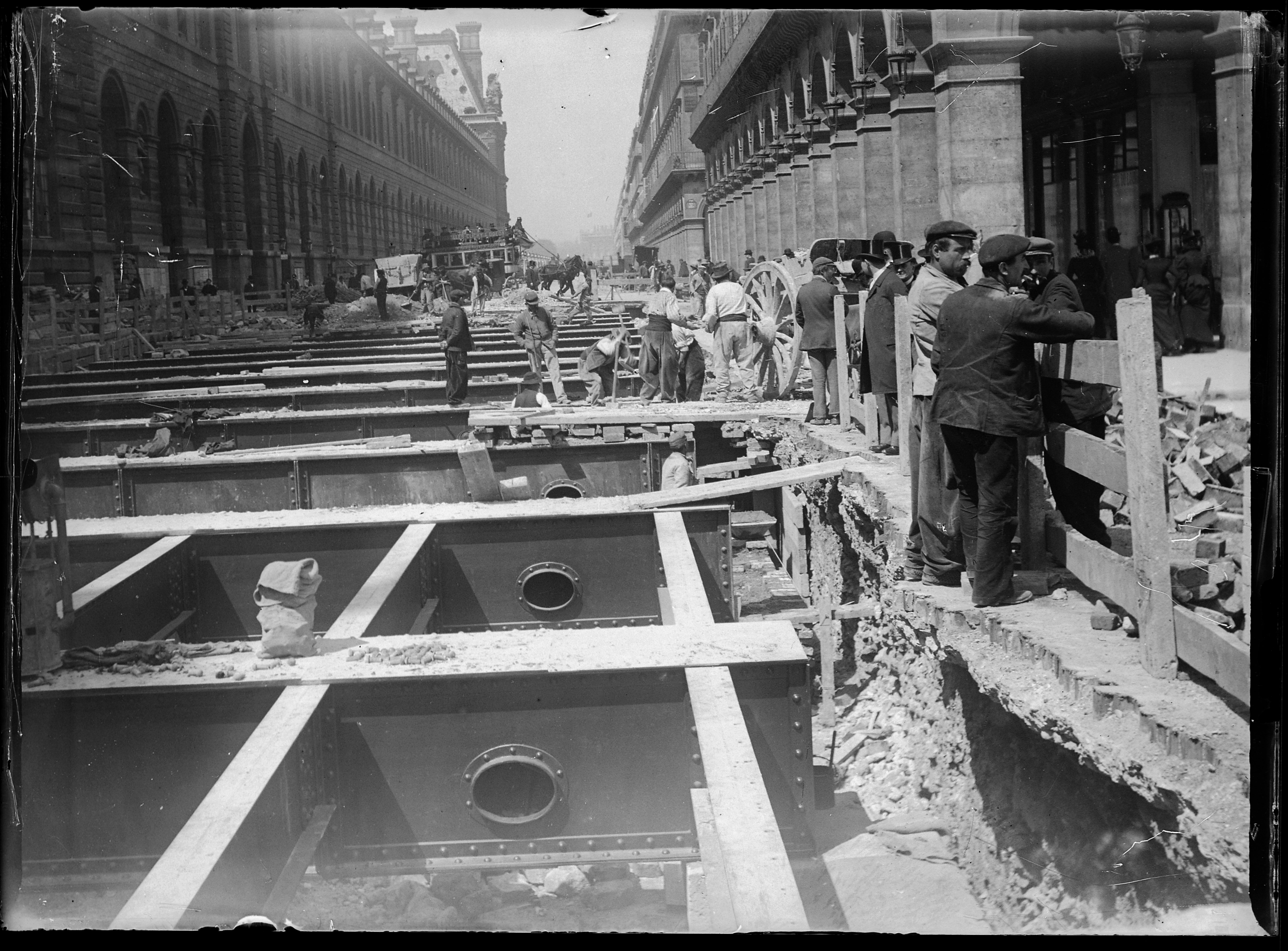
Realizzazione della metropolitana di Parigi con metodo a cielo aperto (1899)

I tunnel poco profondi sono spesso del tipo cut-and-cover, mentre i tunnel profondi vengono scavati spesso utilizzando talpe a sezione circolare o altre tecniche.
Uno svantaggio importante del metodo cut-and-cover è la diffusa interruzione generata a livello della superficie durante la costruzione, oltre alla conseguente necessità di ricollocare tutti i sottoservizi (impianti, fognature, cavidotti ecc.) interferenti con il tracciato planimetrico della galleria. Per contro si evita l'uso di costose talpe ed il tracciato ha meno vincoli di curvatura.